# Lohan Holiday
Lohan Holiday é o título do primeiro álbum de estúdio da carreira da cantora de musica pop estadunidense Ali Lohan, conhecida por ser irmã de Lindsay Lohan. Lançado em 31 de outubro de 2011 pela YMC Records, o álbum não chegou a despontar nas paradas dos Estados Unidos. A canção "Rockin' Around the Christmas Tree " foi adicionada à coletânea Totally Awesome Christma.

## Desenvolvimento
Em 2006, pretendendo se lançar como cantora, Ali assina com aYMC Records, gravadora independente especializada em álbuns álbuns natalinos que lançou trabalhos de Amy Grant, The Pointer Sisters e Chris Christian. Em 10 de outubro é lançado seu primeiro single  destinado às paradas natalinas, o duplo "Rockin' Around the Christmas Tree / Christmas Magic", sendo a primeira canção uma versão cover da cantora Brenda Lee. Em 31 de outubro enfim é lançado seu álbum de estreia trazendo doze canções em sua versão normal e três faixas bônus nas versões revisadas. Em 14 de novembro é lançada "I Like Christmas" com o segundo single e, em 18 de dezembro, a faixa-título "Lohan Holiday", um dueto com sua irmã Lindsay Lohan.

## Recepção da crítica
O crítico William Ruhlmann do Allmusic começou a revisão do álbum dizendo que Ali Lohan fez o caminho contrário de jovens estrelas que iniciam a carreira realizando trabalhos pela Disney Channel ou na Nickelodeon, fazendo séries e filmes e, logo depois, se tornam cantoras. Sobre o álbum, Ruhlmann fez críticas negativas ao declarar:
| “ | O aspecto mais curioso do projeto é que os talentos vocais de Lohan não são revelados no disco. Não que ela é uma cantora ruim. É que você não pode dizer ao ouvir o álbum se ela é uma cantora mesmo. Supostamente, a tecnologia de estúdio de gravação tornou-se tão avançado que sobresaem à voz com o toque de um botão ou (mais provável), o clique de um mouse. Chris Christian na tentativa de transformar Ali Lohan em uma estrela da música acabou deixando seu microfone baixo. Até os refrões das músicas medíocres mostram muito mais os cantores dos vocais de apoio, do que os vocais de Ali que são quase inaudíveis | ” |

## Faixas
| N.º | Título                                                 | Duração |  |
| 1.  | "Christmas Day"                                        | 2:55    |  |
| 2.  | "I Like Christmas"                                     | 3:32    |  |
| 3.  | "Winter Wonderland"                                    | 3:36    |  |
| 4.  | "Christmas Magic"                                      | 3:08    |  |
| 5.  | "Jingle Bells"                                         | 3:32    |  |
| 6.  | "Groove of Christmas"                                  | 3:22    |  |
| 7.  | "Lohan Holiday" (featuring Lindsay Lohan)              | 3:42    |  |
| 8.  | "Deck the Halls"                                       | 4:21    |  |
| 9.  | "Silent Night" (featuring Dina Lohan)                  | 3:55    |  |
| 10. | "Santa's Reindeer Ride" (featuring Amy Grant)          | 4:03    |  |
| 11. | "We Wish You a Merry Christmas" (featuring Dina Lohan) | 4:34    |  |
| 12. | "I Like Christmas (Remix)"                             | 3:32    |  |

| Bonus |                                     |         |  |
| N.º   | Título                              | Duração |  |
| 13.   | "Rockin' Around the Christmas Tree" | 3:38    |  |
| 14.   | "Groove of Christmas"               | 3:24    |  |

| Walmart bonus exclusivo |                              |         |  |
| N.º                     | Título                       | Duração |  |
| 15.                     | "My Grown Up Christmas List" | 2:45    |  |

## Créditos
- Ali Lohan - Vocais
- Lindsay Lohan - Vocais (participação)
- Amy Grant - Vocais (participação)
- Chris Christian - Produção, mixagem
- Brad Adcock - Engheiro de mixagem
- Christopher Flynn - Designer grafico
- Alex Ham - Fotografia
- Jacob Capricciuolo - Direção de arte
- Chris Christian - Guitarrra, arranjos, produção, remixagem, direção de arte, mixagem
- Nathan East - Composição
- Shannon Forrest - Bateria, composição
- Paul Franklin - Guitarra, composição
- Nigel George - Arranger, Musician
- Ken Jones - Photography
- Mike Land - Assistente de mixagem
- Dina Lohan - Vocais (participação), produção executiva
- Larrie Londin - Bateria
- Bobby Ogdin - Teclado
- Savannah Smith - Backing-vocal
- Michael Hart Thompson - Guitarra, composição
- Biff Watson - Guitarrra